# Озгю Намаль
Мелахат Озгю Намаль (тур. Melahat Özgü Namal, нар. 28 грудня 1978, Стамбул, Туреччина) — турецька акторка.

## Життєпис та кар'єра
Її родина по материнській лінії — турецькі іммігранти з Салонік, Османська імперія (нині Греція). Батько Озгю — турецький іммігрант із Північної Македонії.
Озгю почала грати в театрі Masal Gerçek ще у дитячому віці. Закінчила театральний факультет Державної консерваторії Стамбульського університету. Дебютувала на телебаченні в «Affet Bizi Hocam», а потім з'явилася в телесеріалі «Karete Can», хіт-серіалі «Yeditepe İstanbul», та в одному з найдовших серіалів «Kurtlar Vadisi» у ролі Еліф Ейлюль, за романом Орхана Кемаля, а також у серіалі «Милосердя» за романом Ханде Алтайли.
Намаль дебютувала у фільмі «Sır Çocukları» у 2002 році. Відтоді вона знялася в кількох інших фільмах, зокрема «Anlat İstanbul», «Büyü», «Organize İşler», Polis, «Beynelmilel» та «O…» «Çocukları». Акторка була нагороджена «Золотим апельсином» за найкращу жіночу роль у фільмі «Мутлулук» у 2007 році.

## Фільмографія

### Телесеріали
| Рік       | Назва                 | Роль               | Нотатки       |
| --------- | --------------------- | ------------------ | ------------- |
| 1998      | Affet Bizi Hocam      | Нехір              |               |
| 1998      | İkinci Bahar          | Öğrenci            |               |
| 2000      | Karate Can            | Зеліха             | Головна роль  |
| 2001      | Yeditepe İstanbul     | Дуру               | Головна роль  |
| 2001      | Bir Filiz Vardı       | Молода Філіз       | Міні-серіал   |
| 2001      | Cinlerle Periler      |                    | Гостьова роль |
| 2002      | Beşibiryerde          | Аху                | Гостьова роль |
| 2002      | Hayat Bilgisi         |                    | Гостьова роль |
| 2002      | Havada Bulut          | Йоргія             | Міні-серіал   |
| 2003–2005 | Kurtlar Vadisi        | Еліф               | Головна роль  |
| 2006      | Bebeğim               | Емель Ертер        | Головна роль  |
| 2008      | Nerede Kalmıştık      | Supporting actress | Гостьова роль |
| 2008      | Benim Annem Bir Melek | Durusu can         | Гостьова роль |
| 2009      | Masumlar              | Зейнеп             | скасовано     |
| 2009–2011 | Hanımın Çiftliği      | Güllü/Serap        | Головна роль  |
| 2012      | Koyu Kırmızı          | Ümit               | Головна роль  |
| 2013–2014 | Милосердя             | Нарін              | Головна роль  |
| 2023      | Червоні бутони        | Мер'єм             | Головна роль  |

### Фільми
| Рік  | Назва                          | Роль             | Примітки чи нагороди |
| ---- | ------------------------------ | ---------------- | --- |
| 1999 | Kerem                          | Айла             | |
| 2000 | Fosforlu Cevriye               | Айтен            | |
| 2002 | Sır Çocukları                  | Зейнеп           | Ankara International Film Festival – Promising New Actress Award Sadri Alışık Awards – Promising New Actress Award |
| 2004 | Büyü                           | Седеф            | |
| 2004 | Anlat İstanbul                 | Шенай            | |
| 2005 | Organize İşler                 | Умут Осак        | |
| 2006 | Beynelmilel                    | Гблендам         | Стамбульський міжнародний кінофестиваль – найкраща акторка |
| 2006 | Polis                          | Фунда            | |
| 2007 | Mr. Magorium's Wonder Emporium | турецький дубляж | |
| 2007 | Bratz                          | турецький дубляж | |
| 2007 | Mutluluk                       | Мерьєм           | 44th Antalya Golden Orange Film Festival – Найкраща актриса 1st Yeşilçam Awards – найкраща актриса Pune Uluslararası Film Festivali Best International Actress Award Nominated—40th Sinema Yazarları Derneği Ödülleri – найкраща акторка |
| 2008 | Güneşin Oğlu                   | Шулє             | |
| 2008 | İncir Çekirdeği                | Хеда             | |
| 2008 | O... Çocuklari                 | Дона             | Nominated—2nd Yeşilçam Awards Best Actress Award |
| 2014 | Bu İşte Bir Yalnızlık Var      | Айше             | |

## Нагороди
- Долина вовків — «Beyaz İnci Television Awards» — найкраща актриса
- Пані Гулі — 2010 «İsmail Cem TV Awards» Найкраща жіноча роль (драма)